# Pila a combustibile a etanolo diretto
Le celle a combustibile a etanolo diretto, note anche con la sigla DEFC (dall'inglese Direct-ethanol fuel cells), sono una sottocategoria delle celle a membrana a scambio protonico, un tipo di pile a combustibile dove si impiega come combustibile direttamente l'etanolo, senza doverlo trasformare in idrogeno attraverso un reformer.

## Vantaggi
Le batterie DEFC utilizzano l'etanolo nella pila a combustibile, sostituendo il metanolo, sostanza estremamente tossica per ingestione e inalazione. L'etanolo è una alternativa vantaggiosa rispetto al metanolo perché possiede una catena di produzione e distribuzione già sviluppata. L'etanolo, relativamente poco tossico, è uno dei combustibili più facilmente gestibili dai consumatori, che ne fanno un amplissimo uso.
L'etanolo è un alcool, liquido a temperatura ambiente, ricco di idrogeno con una maggiore densità energetica (8,0 kWh/kg) rispetto al metanolo (6,1 kWh/kg). L'etanolo può essere ottenuto in grossi quantitativi dalla biomassa (con diversi EROEI più o meno convenienti) attraverso un processo di fermentazione di risorse rinnovabili come la canna da zucchero, il frumento, il mais, o addirittura la paglia.
L'etanolo generato biologicamente (o bioetanolo) è stato proposto dalle lobby agricole perché la coltivazione dei suoli per produrre biocarburante in teoria assorbirebbe buona parte dell'anidride carbonica emessa in atmosfera sia dal carburante usato nella produzione e lavorazione dei biocarburanti, che dalla combustione degli stessi biocarburanti (al contrario di quanto avviene con i combustibili fossili). L'utilizzo di etanolo, inoltre, risolverebbe i problemi di stoccaggio e trasporto che si riscontrano invece per l'idrogeno.
L'ossidazione del combustibile nelle fuel cell avviene attraverso l'uso di un catalizzatore, che permettere di raggiungere le prestazioni richieste nelle applicazioni commerciali. I catalizzatori a base di platino sono tra i più efficienti in questo senso.

## Problemi
I catalizzatori basati sul platino sono molto costosi, per questo, l'utilizzo pratico dell'etanolo come combustibile per le celle PEM esige un nuovo tipo di catalizzatori. Sono stati sviluppati nuovi elettrocatalizzatori nanostrutturali (come l'HYPERMEC di ACTA SpA, ad esempio), che si basano su metalli non pregiati, preferenzialmente miscele di Fe, Co, Ni all'anodo, e Ni, Fe oppure Co da solo al catodo.
Con l'etanolo, sono state ottenute densità di potenza elevate, anche di 140 mW/cm² a 0,5 V (a 25 °C) con celle auto-traspiranti che contengono membrane a scambio anionico commerciale. Questi catalizzatori non contengono alcun metallo pregiato. In pratica, piccole particelle di metallo sono fissate su un substrato in modo da ottenere un catalizzatore molto attivo. Come elettrolita, si usa un polimero; attraverso esso passano gli ioni idrogeno (ovvero dei protoni). L'etanolo liquido (C2H5OH) è ossidato all'anodo in presenza di acqua e genera CO2, ioni idrogeno ed elettroni. Questi passano attraverso il circuito esterno e giungono al catodo, dove, con l'ossigeno atmosferico e i protoni passati dall'elettrolita, formano acqua.
Le celle a combustibile basate su bioetanolo possono migliorare il bilancio energetico ruota a ruota di questo biocarburante grazie alla migliore efficienza nella conversione in energia cinetica della pila a combustibile rispetto al motore a combustione interna. Ma in effetti i veri vantaggi di questa tecnologia saranno stimabili soltanto in seguito alla maturazione delle tecnologie delle celle DEFC e a metanolo diretto, alla loro integrazione anche come moduli nell'auto elettrica, e comunque attualmente queste ricerche ricevono meno stanziamenti rispetto alla pila a combustibile alimentata a idrogeno.

## Innovazioni recenti
La ditta Technofil ha prodotto un prototipo di DEFC da 1,5 W. Il prototipo consiste due celle a combustibile monoplanari che forniscono una tensione elettrica in uscita che va da 0,9 a 0,5 V a seconda del carico elettrico.
Il 13 maggio 2007, un team della University of Applied Sciences di Offenburg ha presentato alla Shell's Eco-marathon il primo veicolo mosso da uno stack di celle DEFC, che fornisce una tensione dai 20 ai 45 V (a seconda del carico richiesto). L'auto, chiamata "Schluckspecht", ha superato un test di guida al Nogaro Circuit.